# Филлипс, Генри Фрэнк

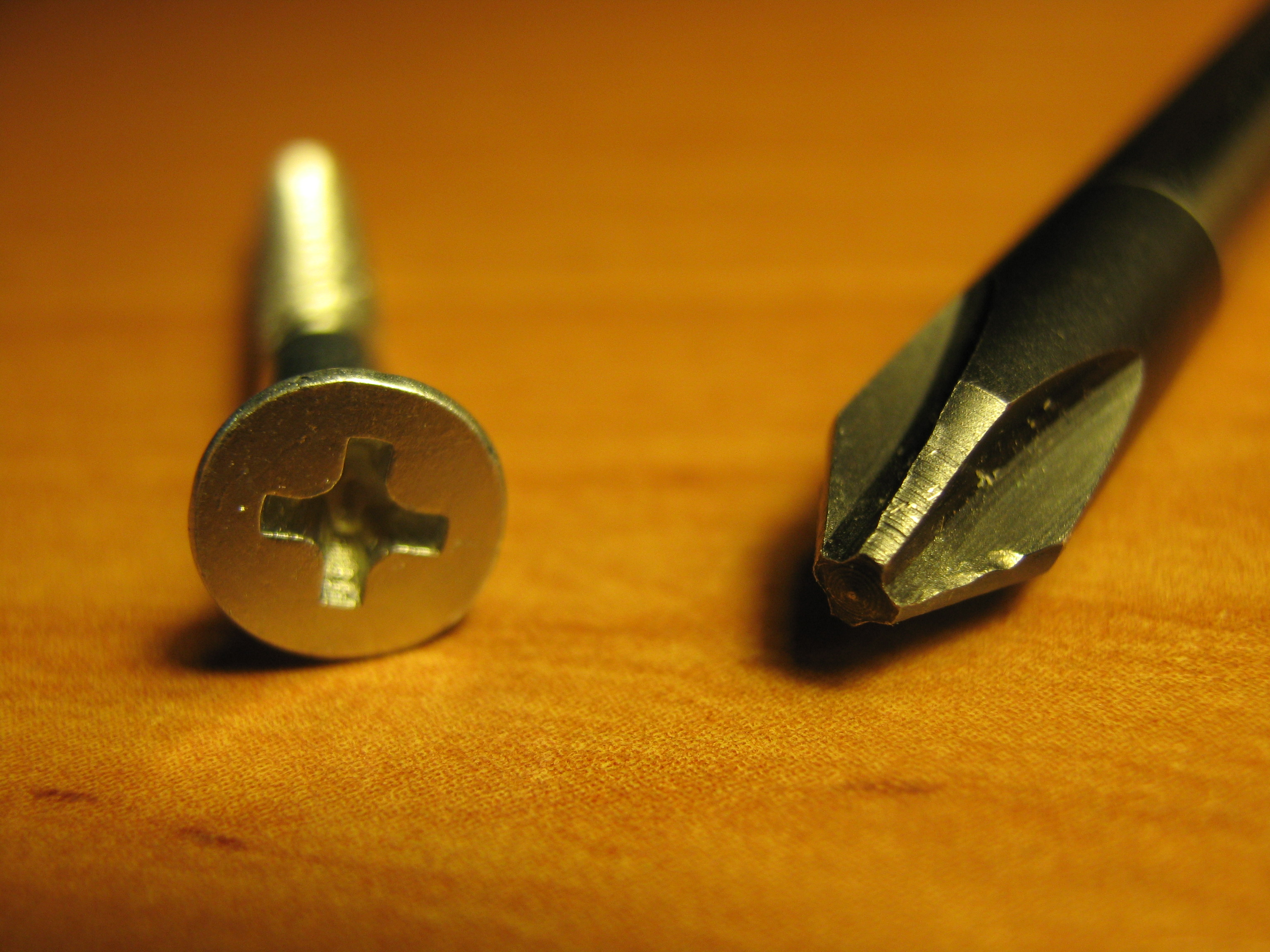
Крепёж со шлицем Филлипс и отвёртка для него

Генри Фрэнк Филлипс (англ. Henry Frank Phillips ; 4 июня 1889 — 13 апреля 1958) — американский бизнесмен из Портленда, штат Орегон, в честь которого названы крепёжные изделия с крестообразным шлицем Филлипс и отвёртка Филлипс.

## Биография

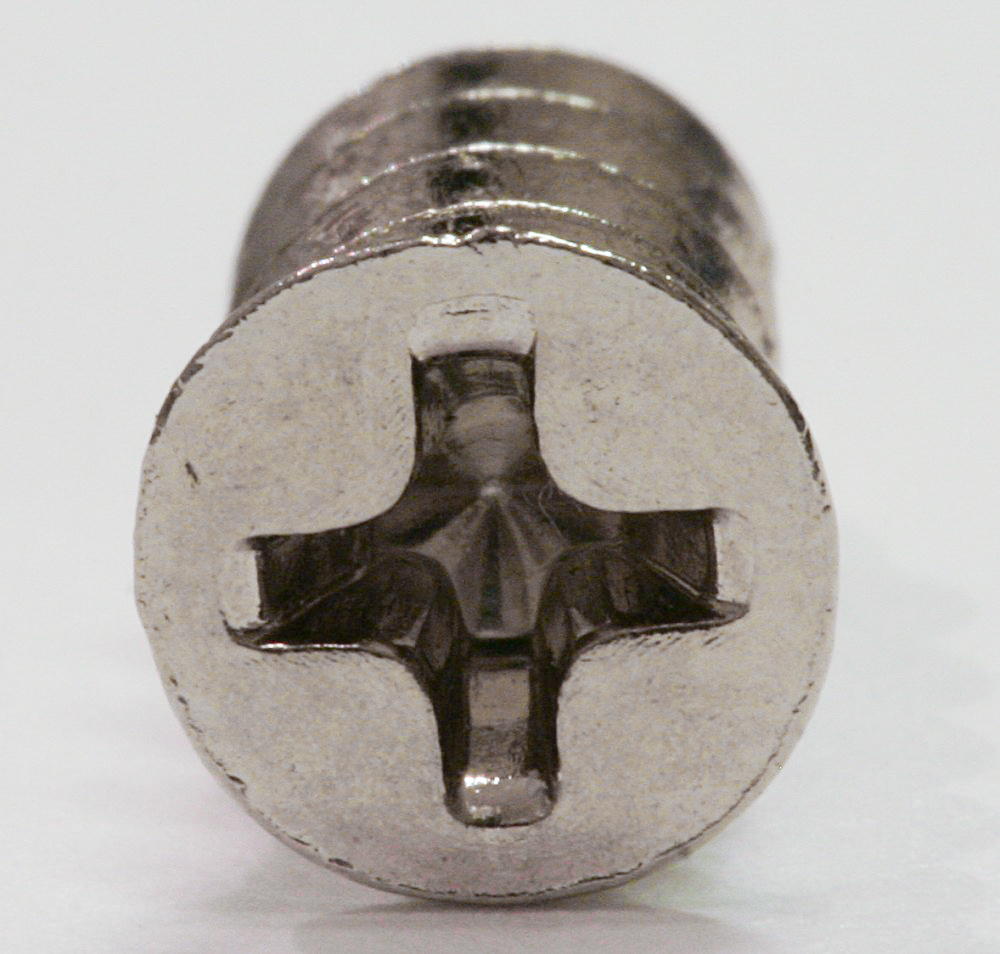
Головка Филлипса (Phillips-head)

Работал менеджером горнодобывающей компании.
В 1932 году американец Джон Томпсон (John P. Thompson) разработал винты, которые решали две проблемы: автоматически центрировали жало и выталкивали его, когда винт затянут.
Инженер Генри Филлипс в 1933 году, поняв, что изобретение Томпсона очень полезно при применении его на автоматизированных производственных линиях, где используются отвёртки, выкупил патент Томпсона и основал компанию Phillips Screw Company. Компания преуспела в том, чтобы довести дизайн до промышленного производства и ускорить его внедрение в качестве стандартного винтового станка.
Г. Филлипс разработал технологию производства таких винтов, но не смог внедрить её у себя. Только в 1937 году он сумел заинтересовать начальство American Screw Company. Такие винты впервые начали использовать в автомобильной компании General Motors при производстве «кадиллаков». Во время Второй мировой войны такие винты стали применять в производстве военной техники.
Из-за проблем со здоровьем Филлипс ушёл в отставку в 1945 году. Умер в 1958 году.